# Свемирски туризам
Свемирски туризам је нови облик туризма који се јавља први пут као идеја у последњим годинама 20. века.
Свемирским туризмом се бави руска космичка агентура Роскосмос, пропагацијом и тражењем интересената америчка фирма Спеис адвентурс. Американци су у овоме скептичнији и неомогућавају заинтересованим да омогуће летове у овакав одлазак на одмор. То се тиче и МСС, где су амерички делови станице из безбедностних разлога свемирски туристи ограничени. Заинтересовани морају да се подвргну лекарским прегледома и да апсулвирају полугодишњу вежбу припреме космонаута у Звезданом граду космонаута који се налази поред Москва .
Космички туриста је човек који је платио пут у свемир из властитих средстава без средстава државне организације. Термин се упутребљава у медијима за обележавање оваквих космонаута учесника космичких летова.
У условима развоја савременог туризма, активни туризам је добио водећу улогу развојног правца у односу на досадашњи пасивни туризам. Као најактивнији део активног туризма стоји екстремни туризам. Разлика између активног и екстремног туризма је у авантуризму, односно у одређеној дози опасности која вреба туристу на неком туристичком програму. Свемирске и војне авантуре као део екстремних авантура спадају у једну од оних које пробијају границе туризма у глобалу. Та граница, коју је некада представљао свемир, више не постоји. Границе издржљивости су померене силом Г, односно силом теже коју трпи људско тело, у војним авионима и свемирским летелицама. Померене су и у условима преживљавања у дивљини са људима из специјалних јединица војске, као и разним симулаторима или падобранским скоковима. Свемирске и војне авантуре су дефинитивно закорачиле у свет туризма на велика врата, са границама које су пробијене.

## Кратак преглед
Тренутно у свету постоји више десетина свемирских и војних авантура као што су: аеро-авантуре, копнене авантуре, свемирске авантуре и авантуре на води са разгранатом структуром поделе.
Свемирске и војне авантуре су новији облик екстремног туризма створених у задњих петнаест година (од 1991. године). Летови војним ловцима, хеликоптерима, старијим типовима авиона, теретним авионима који симулирају нулту гравитацију; тренинзи у симулаторима летења; падобранске авантуре; све врсте обука за космонауте у Русији – Звездани град; суборбитални свемирски туристички програми; обуке на војним операцијама; технике преживљавања у свим природним условима од хладног Сибира, преко влажних џунгли Амазона до пустиња САД; програми вожње тенкова и других оклопних возила; програм гађања из стрељачког наоружања на руским и украјинским полигонима; пеинтбол и преживљавање на води су гране свемирских и војних авантура које су, може се рећи најатрактивније авантуре од почетка истраживања Земље у средњем веку.
Нов начин развоја туризма, нове идеје и нове авантуре су главни описни детаљ свемирских и војних авантура. Главне земље организаторису: Русија, Украјина, САД, Јапан, Аустралија, Салвадор и Перу.
У условима развоја савременог туризма, активни туризам је добио водећу улогу развојног правца у односу на досадашњи пасивни туризам. Као најактивнији део активног туризма стоји екстремни туризам. Разлика између активног и екстремног туризма је у авантуризму, односно одређеној дози опасности која вреба туристу на неком туристичком програму. Свемирске и Војне авантуре као део екстремних авантура спадају у једну од оних која пробија границе туризма у глобалу. Та граница, коју је некада представљао свемир, више не постоји. Границе издржљивости су померене силом Г, односно силом теже коју трпи људско тело, у војним авионима и свемирским летелицама. Померене су и у условима преживљавања у дивљини са људима из специјалних јединица војске, као и разним симулаторима или падобранима. Свемирске и војне авантуре су дефинитивно закорачиле у свет туризма на велика врата, а ово је тек почетак.

## Најпознатије компаније које се баве свемирским туризмом
Потребно је само рећи да су те компаније водеће у својим делатностима и да представљају моторну снагу развоја свих будућих екстремних најатрактивнијих туристичких дисциплина. Навешћемо само неке од њих: „NASA“, „European Space Agency“, „Space Adventures“, „Virgin Galactic“,“Kennedy Space Center“, „U.S. Space and Rocket Center“, „Houston Space Center, etc. 
Све наведене компаније су имале изузетног удела у помоћи током израде књиге "Свемирске и Војне авантуре - облик екстремног туризма", пре свега својим подацима, сликама, илустрацијама, сугестијама и разним другим средствима.

## Кратак преглед развоја туризма
Почев од античких истраживача који су истраживали свет заједно са освајањима великих војсковођа, они су у исто време и путовали до далеких земаља, као што су то чинили Феничани, Арапи, Грци и остали, и тако откривали нови свет. У исто време започет је и развој бањских паркова и огромних терми, као и летњиковица које су градили императори и војсковође, посебно у римском царству.
Касније, у средњем веку путовања, авантуре или туризам, ако се са ове тачке на њега може овако гледати, се окренуо религиозној страни. Тако се стварањем највећих религија у Европи и на Блиском истоку почела стварати нова религиозна путовања и то за хришћане Јерусалим, односно Палестина, а за муслимане Мека и Медина. На истоку, код будиста то свето место представља град Ласа.
Почев од 19. века почиње развој модерног туризма како га данас знамо и то са чувеним путовањем које је организовао Џејмс Кук у Великој Британији. Након тога следе путовања до летњих дестинација – Азурна обала, планинских врхова у Алпима, затим бањских лечилишта - Давос, и на крају до зимских туристичких центара такође у Алпима. Пакет аранжмани, ол инклузив аранжмани и на крају авантуристичка путовања асоцирају на модерни туризам данашњице. Екстремније и аранжмане намењене активном одмору је могуће наћи у скоро свим земљама света и данас они чине све већи постотак од укупног броја туриста.

## Облици туризма
Облици туризма и туристичких кретања проистичу из разноврсности мотива и облика кретања. У највећем броју облика испреплетани су елементи кретања, простора и потрошње. Подела која проистиче из облика туристичких кретања је изложена у десет категорија, почев од поделе према потреби кретања, средствима транспорта па све до поделе према организационом критеријуму.
Исто тако постоји и подела према облицима туризма и туристичким кретањима. Суштина свих подела је у циљу разврставања и објашњавања феномена кретања, и потреба туриста за кретањима и путовањима у простору, па тиме авантуристичка путовања, или авантуре на путовању, постају саставни део ширег контекста туризма и његовог употпуњавања. Једноставније речено, авантуре су посебна врста путовања али и део комплементарног туризма, односно део туристичких путовања која служе већој понуди (параглајдери, скијање на води, екстремне вожње сноуборда или скија, ноћење у природи, екстремни летови авионима са лупинзима, вожње кроз пустињу и различите анимације туриста...) у оквиру стандардних путовања (летња и зимска, излетничка, културна итд.). Тренутно се туризам ближи својој анимационој фази, која ће касније можда прећу у комплетно авантуристичку фазу.

## Екстремни туризам
Не постоји, барем за сада, опште прихваћена дефиниција екстремног туризма али постоје корени ове врсте одмора, који сежу у не тако далеку прошлост. Ако би почели да копамо по људској историји и да истражујемо који су то људи започели авантуристичка путовања, сигурно је да би почетак био дуг колико и историјски развој самог човека. Херодот, Ибн Батута, Викинзи, Марко Поло, Васко де Гама, Магелан, Колумбо, бројни истраживачи запада и севера Америке, Сибира, Африке, Јужне Америке, Аустралије и Новог Зеланда, Антарктика и Арктика и бројних других предела на Земљи, постали су славни због свог авантуризма, били су први тамо где ни један човек пре њих није био (мисли се на људе европског културног круга), док се они остали, они који су посетили иста места касније ретко памте.
Екстремни туризам представља младу грану туризма, глобално развијену у задњих 16 година (од 1991. године) али са појединим гранама које се шире већ 30 година (од краја 60-их година). Претходница екстремног туризма су спортови који су полако почели да се шире изван својих граница и прелазили у екстремније домене. Један од првих екстремнијих спортова је сурфовање (сурфинг) које се почело развијати као спорт на западним обалама САД и на источним обалама Аустралије. Пошто је било превише дуго чекати од лета до лета, сурфери су са западних обала САД кренули до познатих зимовалишта на Стеновитим планинама и направили даску за снег (сноwбоард), на крају седамдсетих и почетком осамдесетих.
Екстремни туризам је врста туризма где туриста задовољава своје потребе у простору, нестандардним рекреативним активностима и у нетипичном окружењу, где постоје одређени (по некима ограничени) ризици по његово здравље или живот. Најчешће туроператори и организатори наводе у својим пропагандним брошурама и наступима да су ризици који прате авантуре ограничени, јер се о туристи старају људи који имају више него потребно искуство и они воде максималну бригу о туристи на његовим авантурама, притом га пуштајући да осети све оно што ће му то путовање учинити јединственим. Међутим, постоје, негде мањи а негде изразитији ризици, по здравље туристе и опасност по његов живот које та путовања и чине тако авантуристичким и јединственим, али су ти ризици сведени на минимум. Неке од најбољих екстремних авантура у свету су: авантуре хеликоптерима и авионима до различитих предела почев од Северног пола, преко пустиња или лебдења на једном од крила авиона, параглајдинг, једриличарство, коришчење змаја, банџу џампинг, бејз џампинг, сурфовање у ваздуху, летењена жици на Новом Зеланду, сплаварење и кајак водама пете категорије – такозваним белим водама, кајакарење кроз џунглу или преко водопада, роњење са ајкулама, са сардинама, на коралним гребенима или у потрази за благом, сурфовање, кајт сурфовање, сурфовање на реци, вожње тркачких чамаца, дубоко зарањајућим подморницама, ледоломцима до Северног пола, поларни трекинг, пењање на леду, самостално и слободно пењање по стенама, спелеоавантуре, смучање, вожња борда на неприступачним врховима, школа гладијатора, јурњава за торнадом, пењање на мост у Аустралији, школа јахања бикова итд.

## Свемирске авантуре
Врхунац свемирских авантура је лет у свемир, за сада само за веома привилеговане туристе, али ускоро, то јест по обећањима неких компанија већ од 2009. године, биће комерцијалних летова за туристе у посебним суборбиталним свемирским летелицама, до границе свемира од око 100 km изнад Земље, где се Земља може видети са контурама континената и океана, и са свим својим лепотама које виде и космонаути на Међународној свемирској станици, где Земљу могу сагледати као небеско тело.
Оно што је потребно навести је да свемирске авантуре нису имале свој развојни почетак као друге гране туризма, већ је њихов почетак ограничен на тренутак када су свемирске установе, као и различити свемирски заводи, почели отварати према комерцијалним посетама, а касније и према туристичком искоришћавању и експлоатисању свега оног што свемирске институције поседује, али наравно, само у обиму који не угрожава истраживања у свемирским центрима.
Свемирске авантуре су врста туризма где туриста задовољава своје потребе у оквиру наменски изграђених објеката за обуку космонаута или за промоцију свемирских истраживања, као и самом свемиру у оквиру свемирских бродова, суборбиталних летелица или на свемирским станицама, посредством особља које је наменски обучено за пружање свемирских авантура и посредством наменски направљене технике за свемирска комерцијална или некомерцијална путовања или истраживања.

## Свемирске авантуре у Русији
Када су то сви најмање очекивали, у својој фази веома благог успона после распада Совјетског Савеза, и у годинама када су америчке компаније кренуле у заједничке пројекте са руским стратешким државним компанијама, објављена је вест која је потресла свет, „Организује се први туристички лет у свемир до Међународне свемирске станице“. Ова вест је за неке била само одјек жуте штампе у недостатку нечег новог, али за оне који су знали да се припрема нова ера туризма, такозвани свемирски туризам, Русија ће бити уписана као прва земља из које је полетео у свемир један туриста. „Ово је само почетак“, изјавили су водећи људи задужени за свемирска истраживања, и то је и био, само почетак пред велика достигнућа која ће се тек десити.
Програми компаније се обављају на једној главној локацији, у Звезданом граду који се налази недалеко од Москве, док се свемирски лет ка Међународној свемирској станици почиње на космодрому Бајконор у Казахстану под руском патронажом. Постоје још два тренинг центра која су веома важна помена, а то су војна ваздухопловна база Зуковски у близини Москве и Међународна свемирска станица на око 350 km удаљена од Земље у њеној орбити.
Сва наведена места су детаљно објашњена у самој књизи са оним што би авантуристе и обичне туристе могло занимати, са скривеним детаљима која су деценијама стварала мит о овим објектима и људима који у њима живе.

## Програм свемирске шетње - неутрална гравитација
Симулација неутралне гравитације, слично свемирској шетњи ван брода, један је од програма који се нуди у Звезданом граду у Русији. Како би на најбољи начин припремили космонауте за свемирске шетње изван свемирског брода у земљиној орбити, научници су установили да најбоље услове, сличне онима у свемиру могу бити опонашани у води, где би се космонаут обучавао на макети станице и помоћу рониоца извршавати задатке. Најбољу илустрацију бестежинског стања у свемиру илуструје реченица да „бестежинско стање може опонашати тело у води које не може да потоне већ се треба кретати кроз воду и не треба да изрони“. 
Објекти и људи који се налазе под водом или у стању неутралне гравитације много су лакши од своје уобичајене тежине, па тако космонаут може да подиже веома тешке објекте које у стању нормалне гравитације не би могао ни да помери. Све операције односно авантуре се обављају у посебно направљеномм танку званом Хидролаб.

## Сојуз програм
Свемирско возило Сојуз носило је космонауте у свемир још од 60-их година. Генерално, по конституцији, то је иста ракета која је носила Јурија Гагарина у свемир, на првом путу човека у Земљину орбиту. Ово свемирско возило је друга генерација свемирских возила у бившем Совјетском Савезу, које је у стању да понесе на пут у свемир људску посаду.
Данас, после деценија модификација и обављених 1.600 летова, Сојуз ТМА се користи за слање космонаута и астронаута на Међународну свемирску станицу и за њихово безбедно враћање на Земљу. Он је такође и примарно возило за спасавање у случају опасности на МСС-у.
У Јуриј Гагарин свемирском центру, транспортни симулатори Сојуз ТМ и ТМА омогућују космонаутима и астронаутима да тренирају на свим аспектима летења: неуобичајене прелансирне ситуације, слање у орбиту, пристајање на МСС-у, операције лансирања и приземљења. Симулатори су верне копије оригинала са свим инструментима који се контролишу из Центра за контролу мисије (Mission Center Control), од стране тренера, преко интегрисаног система компјутера.

## Центрифуга ТСФ-18
Тренирање на центрифуги је једно од најефективнијих искустава на симулаторима у Звезданом граду. ТСФ-18 је највећа центрифуга на свету. Она је направљена за симулацију до силе од 10 Г за посаде војних авиона, астронаута и космонаута и за симулирање максималне силе гравитације од 30 Г (то је тридесет пута већа гравитација од оне на Земљи) за проверу разних делова летелица које се уграђују на високоистакнуте делове изложене сили гравитације, као што су свемирских возила, авио и научна опрема. За коришћење у обуци космонаута, сила гравитације којој се излажу космонаути не прелази 10 Г, што је такође, двоструко мање од оне силе која се доживљава при лансирању свемирске летелице.
Могуће је доживети авантуре на три основна програма: Лансирање возила Сојуз, Приземљење капсуле Сојуза и Симулацију 60-то минутног орбиталног лета.

## Програм „Орлан М“ космонаутског одела
„Орлан“ је руска реч за орла, који представља последњу технологију космонаутских одела направљених од стране чувене руске корпорације Звезда. Овај тип одела је дизајниран почетком 70-их година за тадашњи совјетски свемирски програм, то јест за тадашњу визију хода на Месецу, за који су припремани руски космонаути. После слетања америчке посаде Апола 11, на „Море тишине“, како је назван тај простор на Месецу где је Аполо слетео, 20. јула 1969. године, совјети су стопирали свој програм одласка на Месец 1971. године и развили су космонаутско одело за друге активности, као што су кретање у отвореном свемиру изван свемирских бродова и свемирских станица. Успут је дизајнирано много лакше одело које је дозвољавало мобилност и покретљивост. Од тада одело Орлан се користи у руском свемирском програму.
Програм који се нуди у авантуристичкој варијанти се такође обавља у Звезданом граду. Његово одвијање у нормалним условима ношења одела које тежи око 112 килограма је веома напорно и тешко, али у условима у свемиру оно не представља никакву тежину, зато се тренинг у оделу одвија у специјалној комори и тренинг центру у којем је авантуриста или будући космонаут, привезан за плафон како би могао да осети праву тежину одела које се користи у свемиру при ходу или плутању. Наравно сви космонаути морају бити спремни да одело носе и приликом земљине теже, односно комплетну тежину од 110 килограма. Програм се састоји од тренинга корачања и кретања у оделу, обављања одређених функција које су неопходне током боравка у отвореном свемиру и од тренинга коришћења свих функција одела приликом боравка у њему. Авантуристи ће претходно научити и све неопходне делове одела који пружају функције одржавања живота, комуникације и заштите у свемиру, као и могућности надгледања животних функција од стране команде.

## Програм Космонаутске куће
Програм који је популарно назван Космонаутска кућа је претеча данашњег шоуа, и што је још забавније може се наћи у понудама туристичких агенција које га нуде на месту где су га сви космонаути до сада пролазили. То место је једини светски комплекс за истраживања, лоциран у Државном истраживачком центру, односно на Институту за биомедицинске проблеме, који је до сада био затворен за јавност.
На овом комплексу, који је у потпуности сагласан са свим могућим реакцијама које један космонаут треба да изучи, осим наравно бестежинског стања, овде је могуће искусити и доживети, што је од непроцењивог значаја за космонауте.
Програм Космонаутске куће се састоји од симулације боравка космонаута на свемирској станици или у свемирском возилу Сојуз током одласка или боравка у свемиру, у затвореном простору који на то подсећа али на коме нема бестежинског стања. Тај надгледани простор се састоји од три велика метална контејнера, где је највећи више од 20 метара дуг и око 3 метра висок. Сви контејнери су међусобно повезани вратима и људи у њима могу живети годинама одвојени од спољног света

## Тренинг преживљавања космонаута у различитим околностима
У програмима који се пружају авантуристима они ће имати прилике да са интернационалом посадом буду део правог космонаутског тима, који се припрема за свој одлазак на пут до Међународне свемирске станице. На овом програу авантуристи ће имати прилике да увежбају деловање у спашавању из самог Сојуз возила у различитим ситуацијама, прављењу брзог склоништа за посаду, успостављању контакта са тимом за спашавање, који мора доћи у максималном року од 36 сати. Током тих сати било где да се налазе на земљи, космонаути се морају снаћи како би преживели и у неким најекстремнијим ситуацијама, које могу бити и слетање на Хималаје или боравак у морима далеко од Русије, или пак пад у неке од сурових пустиња као што су Сахара или Гоби.
Велики број доктора, лекара, специјалних тимова за брзо реаговање са чамцима, бродовима, хеликоптерима и брзим возилима, је спремно да у сваком тренутку притекне у помоћ учесницима програма преживљавања, како би предупредио сваку могућу незгоду. Реаговање ових тимова је везано само за најекстремније ситуације. Сви програми су детаљно описани и наведене су све карактеристике које се моарју поседовати како би се на њих могло уопште и пријавити.

## Предквалификациони орбитални програм
Један од највернијих програма који је веома близак оном који претходи одласку у свемир, је предквалификациони орбитални програм (OPQ) који се организује у сарадњи са Руским нститутом за биомедицинске проблеме - IMBP („Russia`s Institut for Biomedical Problems“ - IMBP) и са Јуриј Гагарин космонаут тренинг центром (GCTC) као први логичан корак ка орбиталном свемирском лету. Ово је једини признати програм квалификација за цивилне кандидате који би у свемир или само да пробају тренинг космонаута. Током две недеље у Русији, туриста може да се опроба на многим симулаторима, као и на млазним авионима, развијеним за тренинг космонаута и астронаута како би себе припремили за пут до МСС-а. Ово су јединствене апаратуре које се нигде више не могу видети и ни у ком случају испробати, а само ово место има могућности за то и само ови људи су спремни да своје знање које је стицано годинама и на кога су потрошене десетине милијарди долара, отвори и покаже свима онима који су спремни да плате и пробају.
Медицински експерети, током сати прегледа, испитивања и тестова, извршавају процену туристе, да ли је или није спреман да се избори са окружењем које ће га чекати у свемиру. Неопходно је контактирати људе из компаније доста пре самог одласка у Русију, како би добили инструкције за кондиционе припреме, обавезне пре доласка, иначе долази до ризика да полазник неће моћи да прође све тестове.
Тренинг се обавља у Јури Гагарин космонаутском свемирском тренинг центру који се налази у комплексу недалеко од Москве. Ово је један од тренинг центара прве категорије и у њему су тренирали сви они који су намеравали да „одвезу“ руску ракету у свемир.

## Орбитални свемирски програм
Орбитални свемирски лет представља најскупље, најзахтевније, најпрецизније, најневероватније, најдаље, најсофистицираније и најживописније туристичко путовање које је икада организовано за једног човека, барем до сада. О туристима, на припремама, брину најпрофесионалнији људи ове професије а сама компанија која се бави пружањем услуга најавантуристичнијег путовања на свету има запослено више од 20 бивших астронаута и космонаута.
Све оно што су авантуристи и стотине милиона других очекивали и оно чему су се надали постало је стварност од 2001. године када је први приватни свемирски туриста и истраживач напустио земљу у возилу Сојуз и придружио се космонаутима на Међународној свемирској станици. Оно што вероватно нико у свемирској, а посебно у туристичкој светској индустрији није очекивао је да би неки туриста издвојио између 20 и 25 милиона америчких долара (треутно је цена порасла на 30 милиона УСД, док ће цена орбиталних летова за 2008. и 2009. годину бити најмање 40 милиона УСД) како би отишао на просечно туристичко путовање од 8 дана, са безброј препрека, са шестомесечним напорним тренингом и бројним искушењима која га на том путу очекују, али истина је да би велика већина људи који имају новца желела да крене на пут у свемир.

## Нови свемирски авантуристички програми
Чувена реченица „Ово је мали корак за мене а велики за човечанство“ изречена од стране Нил Армстронга током прве људске мисије која је стигла на Месец, што уједно представља и једино људско слетање на било које свемирско тело, он је током чувених корака који су заувек остали на Океану тишине (на Месецу не постоје никакве атмосферске прилике управо због непостојања атмосфере), одзвањаће у многим ушима ускоро када неки нови свемирски туристи крену на сличне мисије које ће довести до сличних изјава и до оне чувене реченице, „...ништа више неће бити исто као пре...“.
Данас је већ могуће резервисати самосталну мисију у свемир, ван распореда летења до МСС-а и ван Сојуз такси мисија које превозе космонауте на своју мисију, затим је могуће резервисати лет у свемир до МСС-а са свемирском шетњом у отвореном свемиру, што чак и ретки космонаути имају прилике пробати и на крају као врхунац, али само за сада, лет до Месеца, али за сада без слетања на Месец.

## Астронаутски тренинг – Европска свемирска агенција
По први пут у својој историји Европска свемирска агенција (Еуропеан Спаце Агенцy) је отворила своје капије за авантуристе, поучена напредком који је остварен на том плану у Русији.
Програм који се нуди преко Европске свемирске агенције је дводневног типа и обухвата кратак курс астронаутских припрема. Он се обавља у Немачкој, у центру "Kolon Porc", где и професионални астронаути тренирају за свој пут у свемир на заједничке мисије до МСС-а.

## Суб-орбитални свемирски летови
Суб-орбитални летови су следећа генерација комерцијалних путничких летова са висином коју до сада није достигло нити једно комерцијално возило и са могућностима које нема чак нити једно свемирско возило данашњице. Данас са тестовима за комерцијалне летове у Вишекратним лансирним возилима- RLV (Reusable Lunch Vehicles-RLV), суборбитални летови су ближи него икада пре. Дефинисана као мисија која се обавља летом изван атмосфере али без брзине којом би возило могло да кружи око Земље, суборбитални свемирски лет дозвољава путнику да погледа доле у закривљену површину Земљиног геоида као да се налази у орбити. Јединствена прилика да се лети до 100 km изнад Земље, што је интернационално дефинисано као почетак свемира, у орбиту и Земља погледа као небеско тело, биће могуће кроз неколико година. Многи снови ће тада бити испуњени а цена лета варира од око 100.000 УСД па навише, што је много мање од досадашњих 20 до 25 милиона америчких долара, и будућих 40 милиона, колико ће стајати овакво путовање ускоро.
Лет ће бити доста краћи од оног скупљег орбиталног лета и са доста краћом обуком али сасвим довољан за уживање. До скоро, постојало је само пар компанија које су биле спремне да уложе свој новац у развој свемирског програма, али после одласка првог туристе у свемир, бројни улагачи су похрлили да пронађу праве партнере који би им омогућили трку за „парче свемира“ и за милионе будућих туриста који ће у наредним деценијама кренути путем свемира у потпуно нову врсту одмора из знатижеље и авантуристичких побуда а не из жеље да одмор проведу како му и то само име налаже, ленчарећи на некој од плажа, седећи на неком од градских тргова и посматрајући културне знаменитости или шетајући у природи. Тренутно постоји више од десет програма, орбиталних и суборбиталних, од којих се 80% развија у САД који пружају наду да ћемо суборбитална путовања кренути за две до три године, док ћемо хотеле и станице у свемиру као и приватне «свемирске превознике» сачекати за око 5 до 6 година. На више од 60 страница ови програми су описани детаљно и са најбољим фотографијама које тренутно постоје.

## Туристички свемирски центри у САД
Започети причу везану за свемирске авантуре, а не поменути компаније које почињу у раној фази да стварају авантуристе који касније имају жељу да се опробају и у већим авантуристичким подухватима, не би чинило комплетном причу о свемирским авантурама. Неколико компанија у САД, првенствено се баве овим послом, па самим тим, поред богатства које амерички бизнисмени недвосмислено поседују а које им највише помаже при њиховој бројности на путу до МСС-а, ови центри могу бити доказ популарности свемирских истраживања и уопште свемирских авантура у САД. Неоспорно да ове авантуре нису екстремне али су дефинитивно другачије и у успону су у целом свету. Људи који су их креирали, само су каналисали и искористили енергију која постоји код свих нас, пре свега код деце, а која је везана за љубав ка свемиру и његовим авантуристичким неоткривеним деловима.
Четири најважнија стуба која одржавају свемирске центре који пружају услуге свемирских авантура деци али и одраслима широм САД су: „U.S. Space Camp & Aviation Challenge“, „Kennedy Space Center“, „Houston Space Center“ и „Challenger Space Center“.
Бројни програми су описани на више од 50 страна текста, са детаљима који их красе и са условима и едукативним карактеристикама више од 30 програма који су представљени. Овде су описане и поставке свих центара, њихове главне делове и будуће развојне планове.

## Извор
- IVANOV, Ivan, a kol. Космическая энциклопедия ASTROnote [online]. REV. 2013-6-2, [cit. 2013-11-27]. део Sarah Brihgtman. Доступно онлајн http://www.astronaut.ru/